# Ę
Az Ę (ę) betű a lengyel és a litván ábécé nyolcadik betűje.

## Karakterkódolása
| Karakterkészlet | kisbetű (ę) | nagybetű (Ę) |
| --------------- | ----------- | ------------ |
| Unicode         | U+0119      | U+0118       |
| HTML            | &#281;      | &#280;       |

## Kiejtése a különböző nyelvekben
- kiejtése a lengyel nyelvben: /ɛ̃/
- kiejtése a litván nyelvben: /æˑ/